# Paul Roth (Politikwissenschaftler)
Paul Roth (* 7. Juni 1925 in Berlin; † 4. September 2006) war ein deutscher Politikwissenschaftler.

## Leben
Nach der Promotion zum Dr. phil. am 3. August 1954 in München war er bis zu seiner Emeritierung Professor für Politikwissenschaft und Publizistik an der Universität der Bundeswehr München.
Seine Forschungsschwerpunkte waren Medien- und Informationspolitik der Sowjetunion sowie zur Religionsgesetzgebung und zur Lage der Religionsgemeinschaften in der früheren Sowjetunion beziehungsweise in Russland.

## Schriften (Auswahl)
- Die Internationale Journalistenorganisation probt die Wende. Köln 1991, OCLC 891995732.
- Die religiöse Situation und Religionsgesetzgebung in der UdSSR, GUS 1990/1991. München 1992, OCLC 123241990.
- Die Karikatur in Rußland in spätsowjetischer und nachsowjetischer Zeit (1985–1995). Köln 1996.
- Humor ist eine ernste Sache. Flüsterwitze und schwarzer Humor in der Sowjetunion und im Danach-Rußland. Stuttgart 2004, ISBN 3-89821-418-4.

| Personendaten    | Personendaten                    |
| ---------------- | -------------------------------- |
| NAME             | Roth, Paul                       |
| KURZBESCHREIBUNG | deutscher Politikwissenschaftler |
| GEBURTSDATUM     | 7. Juni 1925                     |
| GEBURTSORT       | Berlin                           |
| STERBEDATUM      | 4. September 2006                |